# Millepora dichotoma
Millepora dichotoma, сітчастий вогняний корал, — вид гідроїдних, що складається з колонії поліпів з вапняним скелетом. Частина метаболізму вогняних коралів покладається на зооксантели, включені в їх анатомію. Вони знайдені від Червоного моря до Самоа та Південної Африки.Вони утворюють віялоподібні колонії завширшки до 60 см в поперечнику, але згустки можуть бути в кілька метрів у поперечнику. Кольорова гірчиця до оливково-жовтого кольору, віяла формуються в одній площині.
Харчування поліпів пасткою планктону від струму, що проходить вздовж відкритих ділянок верхніх рифових схилів глибиною до 15 м, зростає поперечно переважаючій течії, щоб забезпечити максимальний вплив пропускаючих продуктів харчування. Колючі нематоцисти містять токсин, який викликає болючі опікові рани при контакті. У гіршому випадку це може спричинити колапс у пацієнтів із серйозною алергічною реакцією. Роздратування шкіри може тривати до двох тижнів.